# Heures de Simon de Varye
Les Heures dites de  Simon de Varye sont un livre d'heures manuscrit enluminé réalisé en France vers 1455. Il a été démembré en 3 volumes actuellement conservés au Getty Center de Los Angeles pour l'un d'entre eux et à la Bibliothèque royale des Pays-Bas pour les deux autres. 

## Historique
Le manuscrit est commandé sans doute vers 1455 par Simon de Varye ou de Varie, grand commis de l'État d'origine bourgeoise, tout comme Étienne Chevalier ou Guillaume Jouvenel des Ursins, associé un temps à Jacques Cœur et anobli par Charles VII. Il occupe jusqu'en 1454 la charge de commis à l'argenterie du roi. Simon de Varye est, tout comme les deux autres commis d'État, un client de Jean Fouquet. L'identification du commanditaire a pris beaucoup de temps, le premier observateur du manuscrit, Paul Durrieu, parvenant à identifier les peintres mais pas le propriétaire en 1902. Il faut attendre François Avril pour parvenir à faire le lien avec Simon de Varye, grâce aux armes retrouvées dans des chartes ainsi que dans la chapelle du palais Jacques-Cœur de Bourges,. 
Au XVIIe siècle, le manuscrit appartient à Philippe de Béthune, frère du ministre Sully. Il fait démembrer l'ouvrage en trois volumes comme pour beaucoup des autres ouvrages de sa collection. Il prétend aussi que le livre a pour commanditaire originel Charles de Bourbon et fait recouvrir les armoiries originelles par celles des Bourbon-Condé. L'ouvrage n'est pas légué avec le reste de sa collection au roi Louis XIV en 1662. Un premier volume entre dans les collections de la bibliothèque royale des Pays-Bas en 1816 après être passé dans les mains de Samuel van Huls, bourgmestre de La Haye jusqu'en 1730, Johan Hendrik van Wassenaer van Obdam jusqu'en 1750 puis de Guillaume IV et Guillaume V d'Orange-Nassau. Un autre, après avoir été la propriété d'Ambroise Firmin Didot, et racheté à un libraire de Francfort-sur-le-Main et rejoint le premier à La Haye en 1890. En 1983, l'historien de l'art américain James Marrow identifie à San Francisco un fragment de livre d'heures acheté par le collectionneur californien Gerald F. Borrmann à Londres en 1979 : il y reconnait les folios manquant des Heures de Simon de Varye. Le collectionneur fait alors une donation partielle de son manuscrit au Getty Center en 1985.

## Description
Le contenu du livre d'heures reste très classique, dans la tradition des autres livres d'heures français du milieu du XVe siècle, à la seule différence près qu'il contient une liste de suffrages des saints plus longue qu'à l'habitude. 

## Attribution des miniatures
Plusieurs éléments indiquent que le manuscrit a été produit à Paris : les heures de la Vierge et l'office des morts sont d'une forme à l'usage parisien, et des saints parisiens figures à plusieurs reprises : sainte Geneviève ou saint Mathurin. Le style des décorations est par ailleurs typique des enluminures en usage à Paris à cette époque. Cependant, on trouve aussi d'autres saints qui peuvent être rattachés à d'autres villes comme Bourges avec saint Ursins ou saint Guillaume, ville où Simon de Varye possédait une maison et des intérêts économiques.
La plus grande partie des miniatures sont attribuées au Maître de Dunois et à son collaborateur, le Maître de Jean Rolin. Ces deux artistes sont à l'origine d'autres livres d'heures décorés de grisailles comme cela se fait dans l'aristocratie de l'époque, tels que dans le livre d'heures de Prigent de Coetivy (Bibliothèque Chester Beatty, Dublin, W82), ou encore dans les Heures de Benoit Damian (Morgan Library, M1027). Le premier a réalisé les 4 miniatures des évangiles, toutes les miniatures des heures de la Vierge sauf une ainsi que les miniatures d'introduction des psaumes pénitentiels et des heures de la Croix. L'intervention de Jean Fouquet est limitée à 3 folios, un bifolio conservé au Getty et un folio à la Haye soit 6 miniatures en pleine page au total. Cette attribution pour les deux miniatures de La Haye a été un temps contestée par Claude Schaefer ou Grete Ring. Mais la découverte du volume de Los Angeles a confirmé cette attribution désormais incontestée. 

Trois des miniatures attribuées à Jean Fouquet
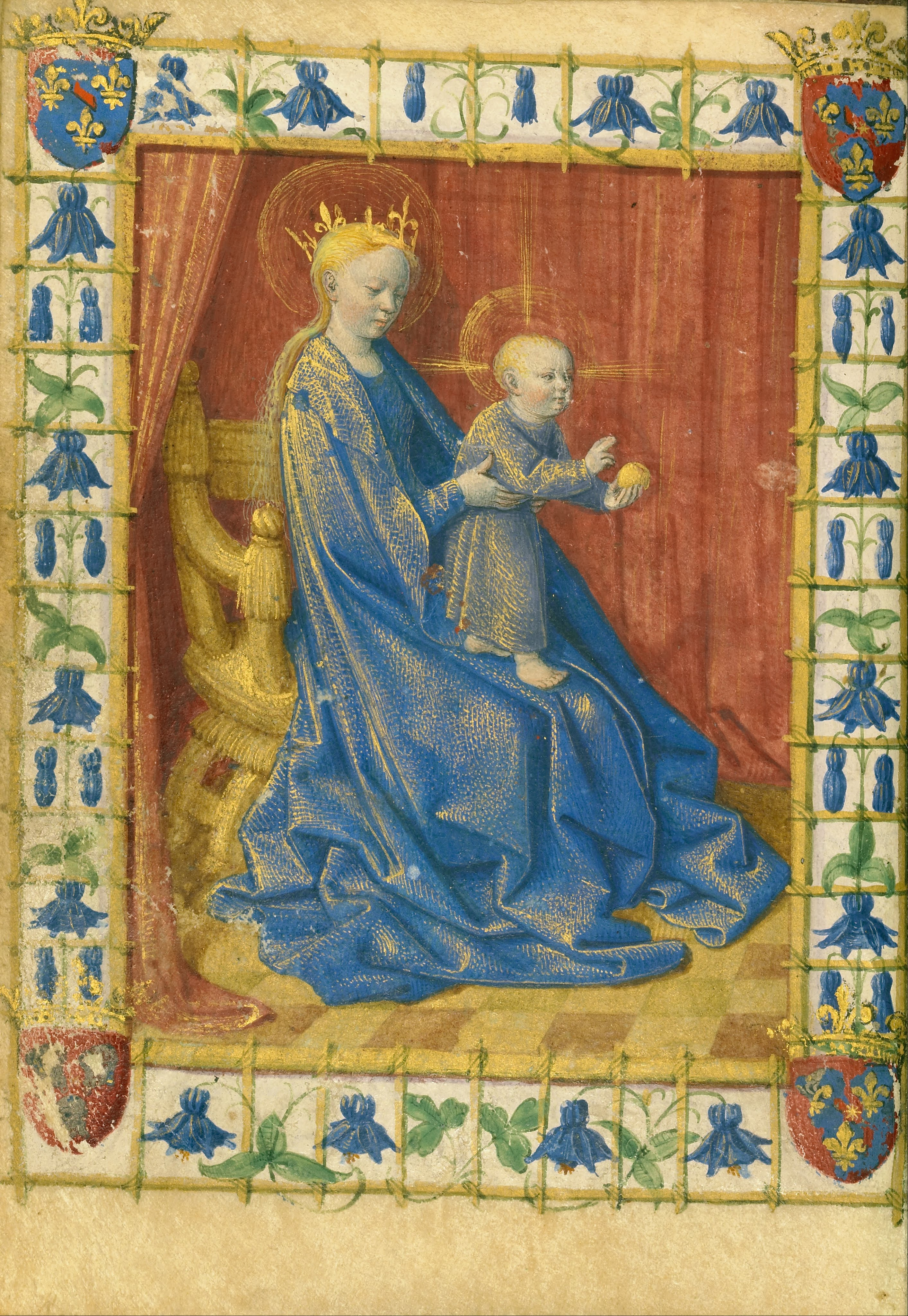
Miniature de la Vierge à l'Enfant, Getty f.1v
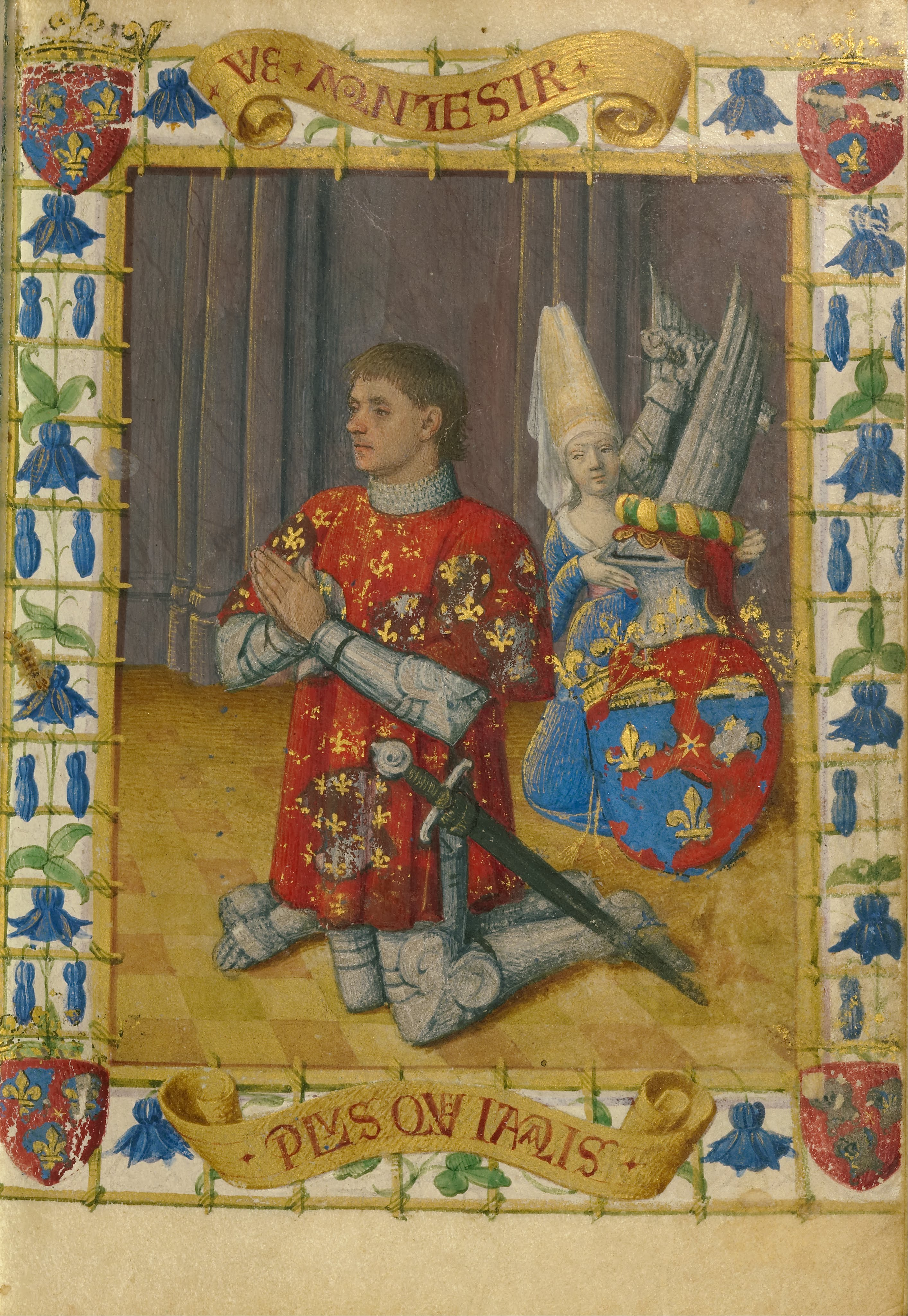
Simon de Varye agenouillé, Getty f.2r
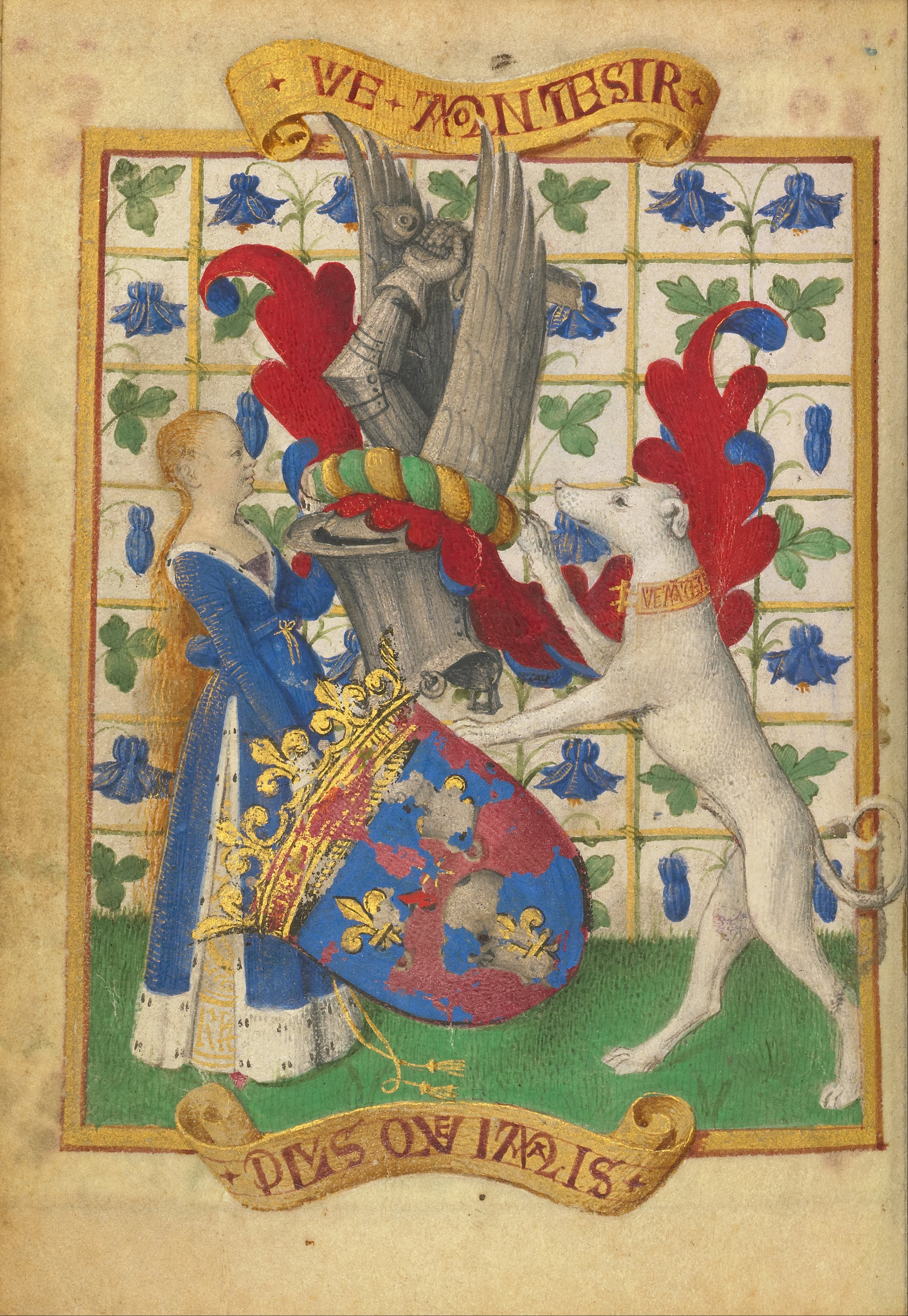
Jean Fouquet, Getty Ms. 7, folio 2v
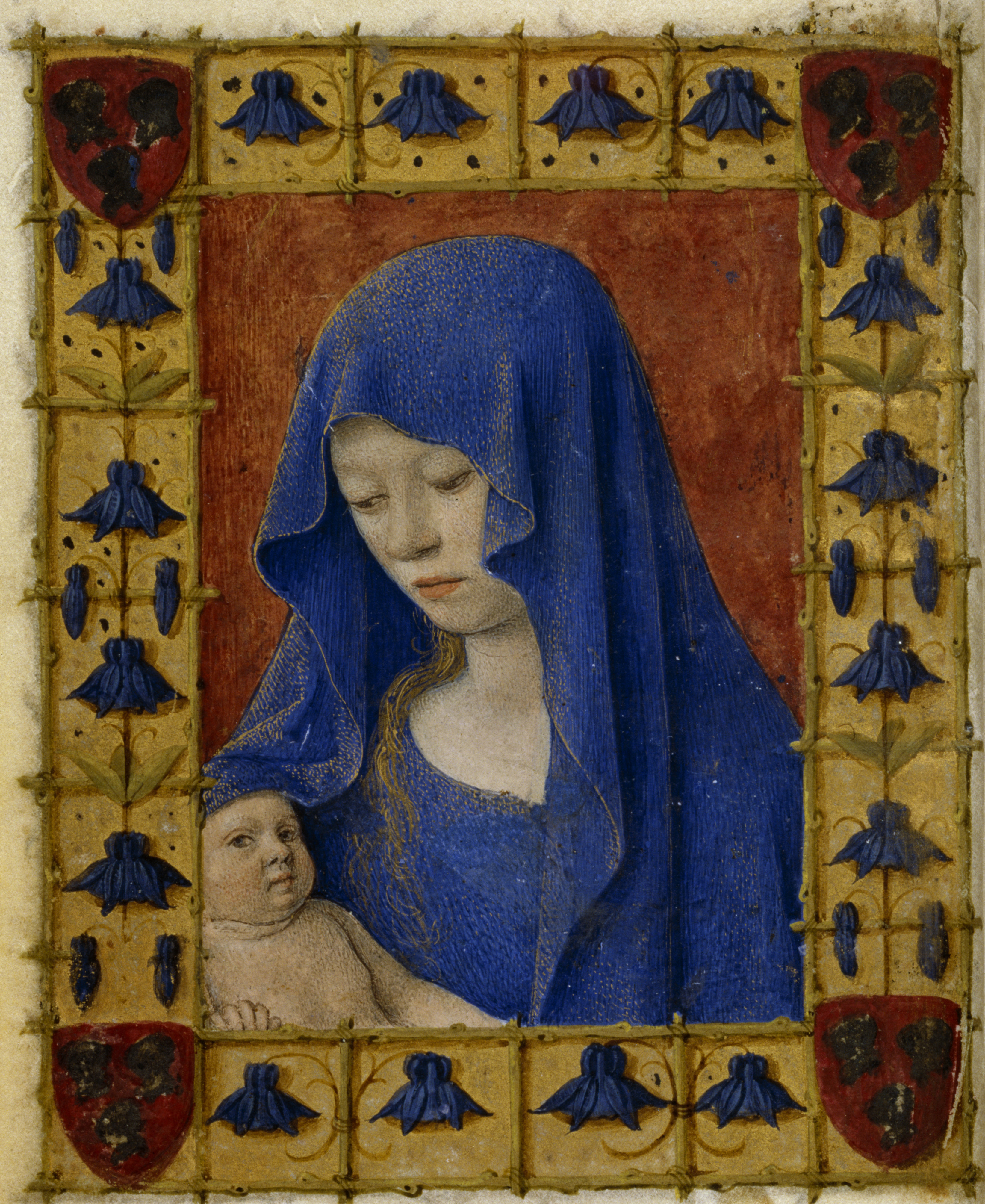
Vierge à l'Enfant, KB, 74G37a f.1v.

## Galerie

### KB 74 G 37

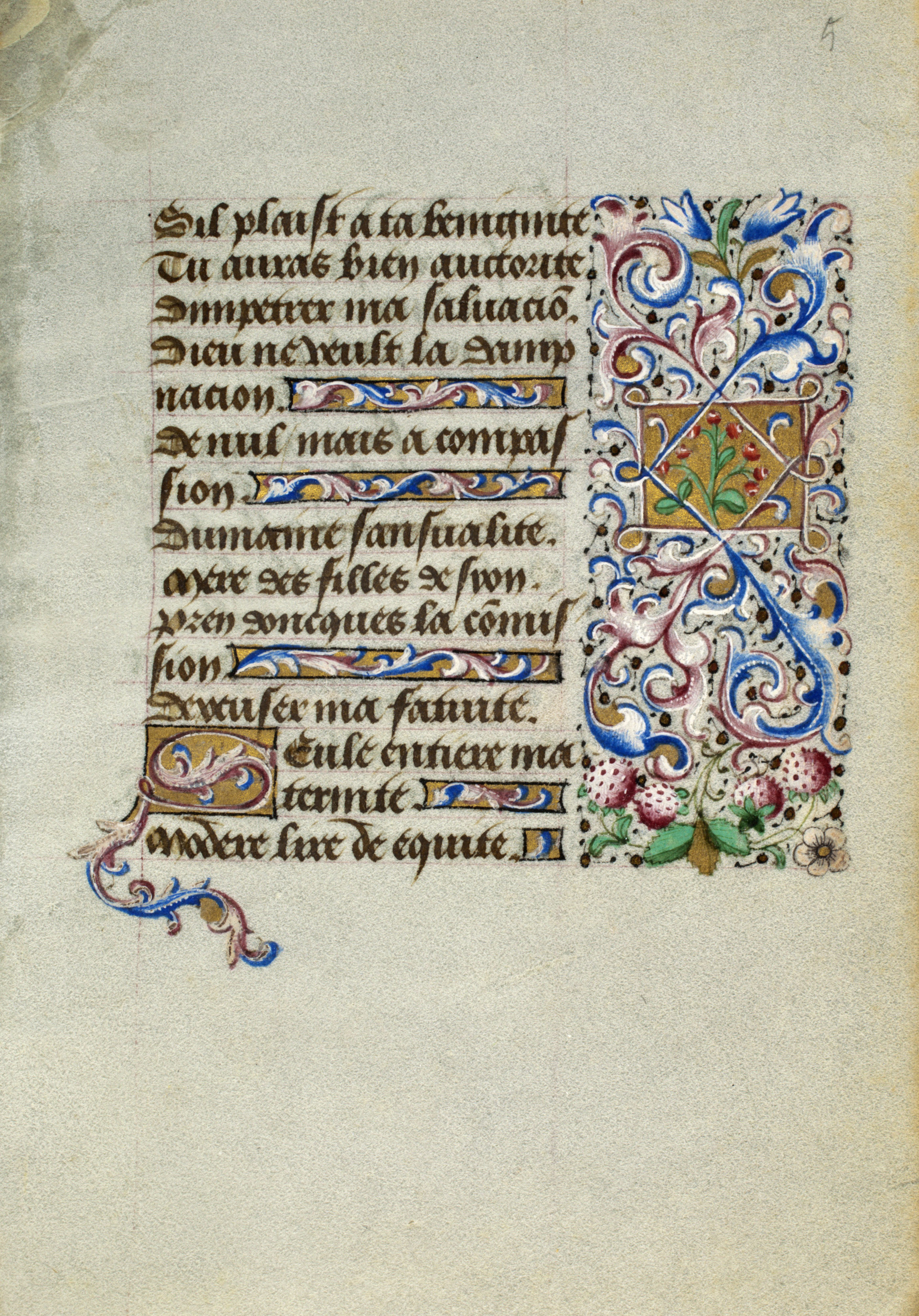
Folio 005r
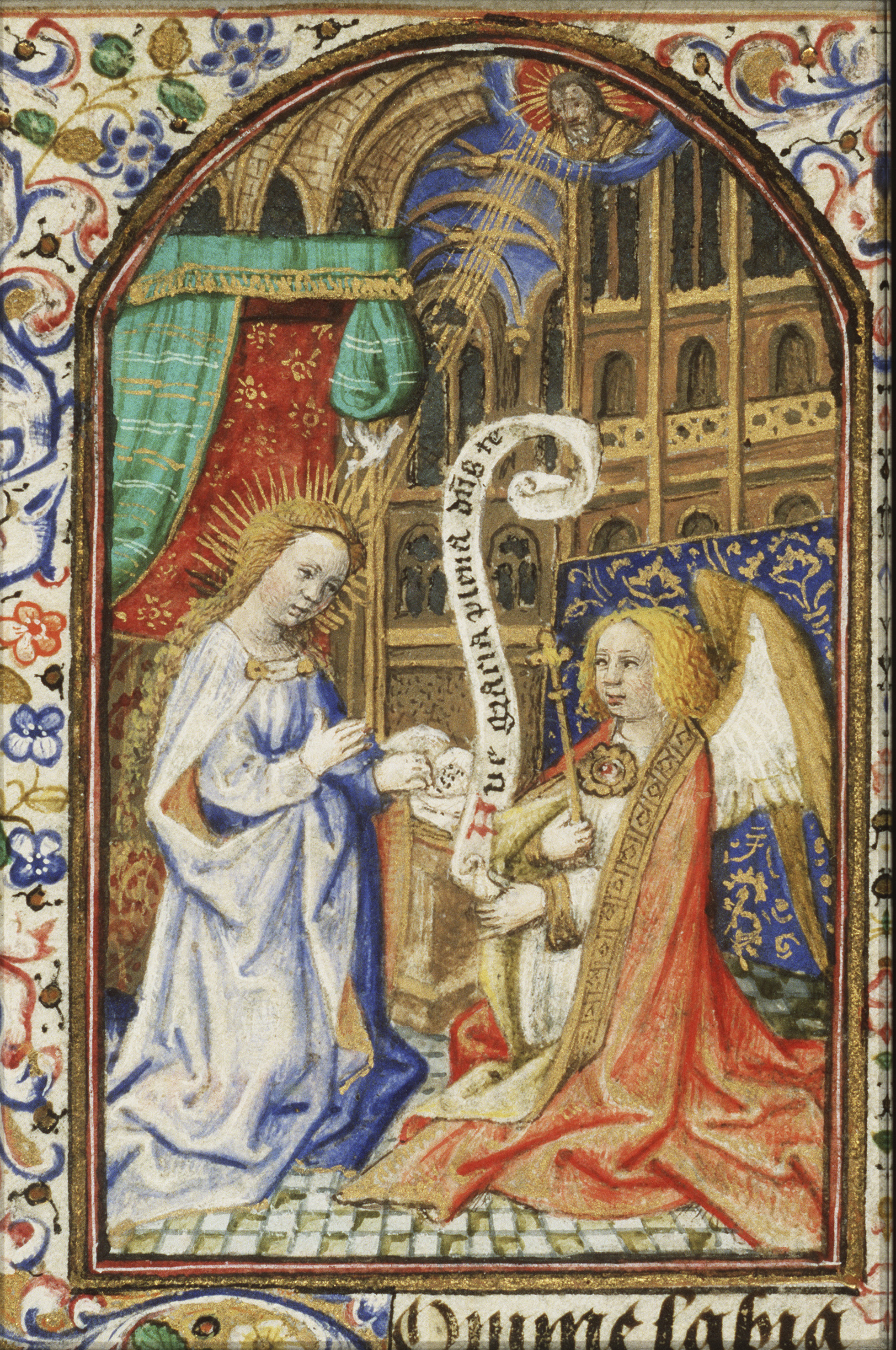
Miniature folio 025r
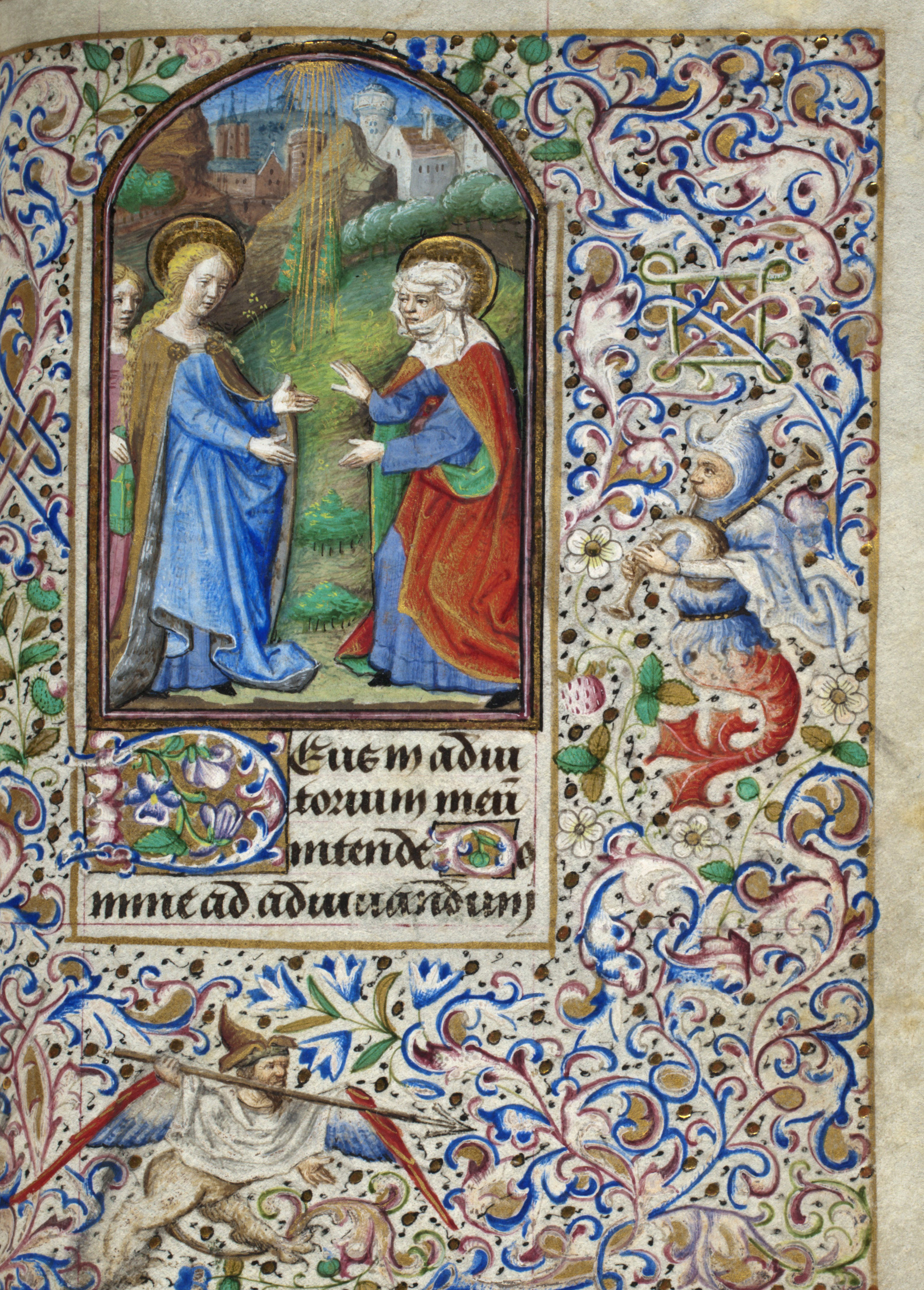
Folio 053r
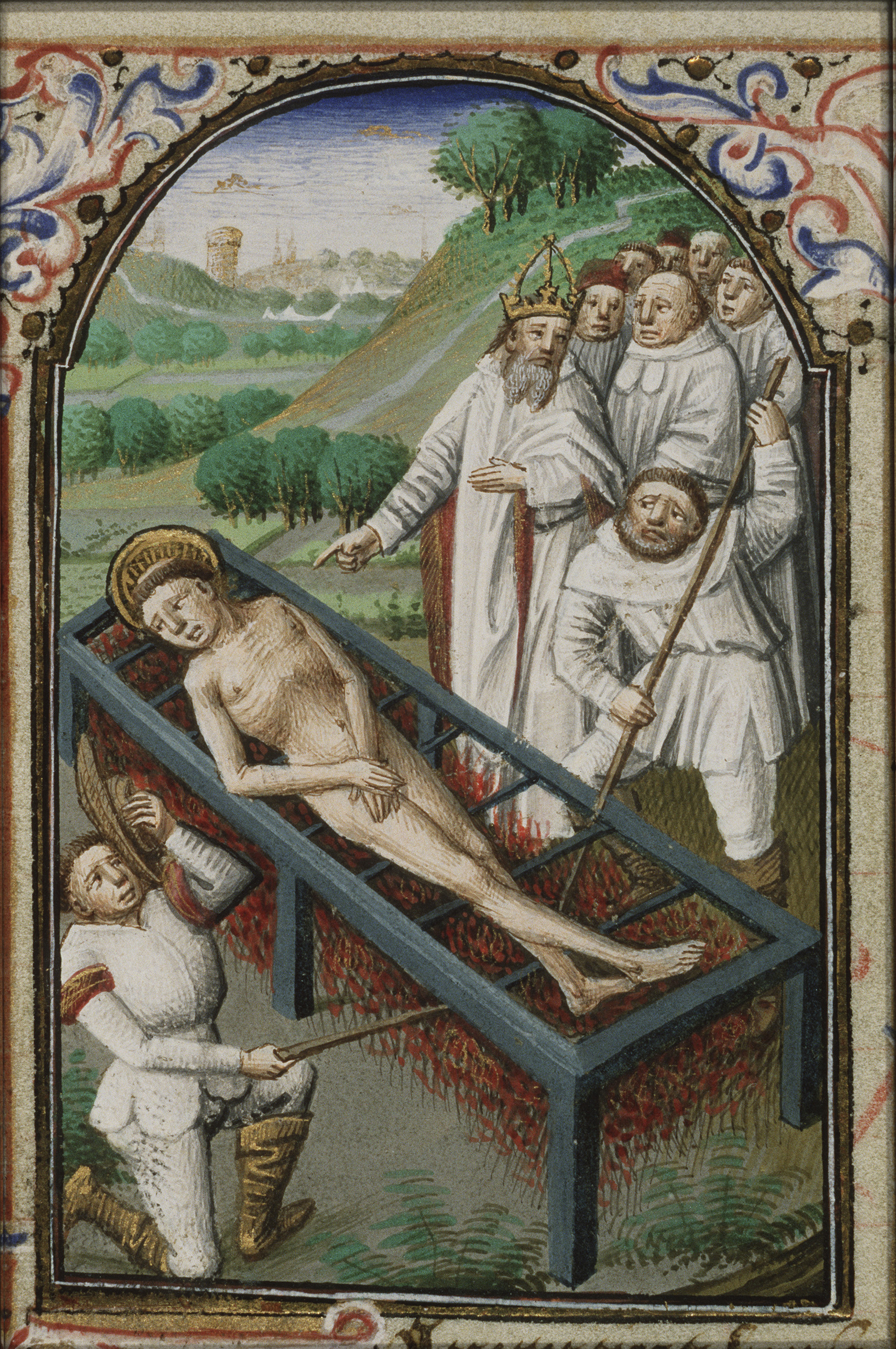
Miniature folio 073v
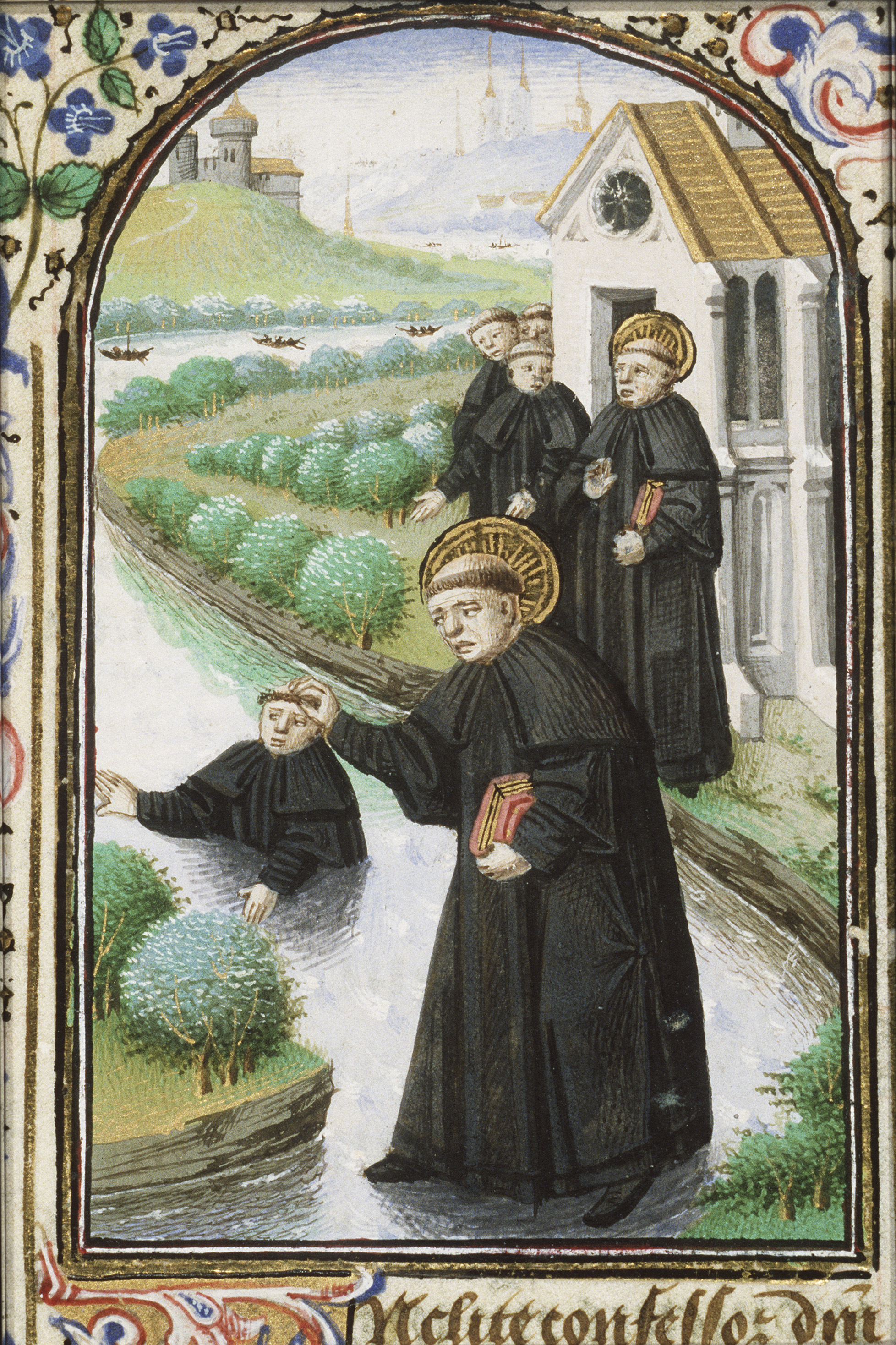
Miniature folio 083r
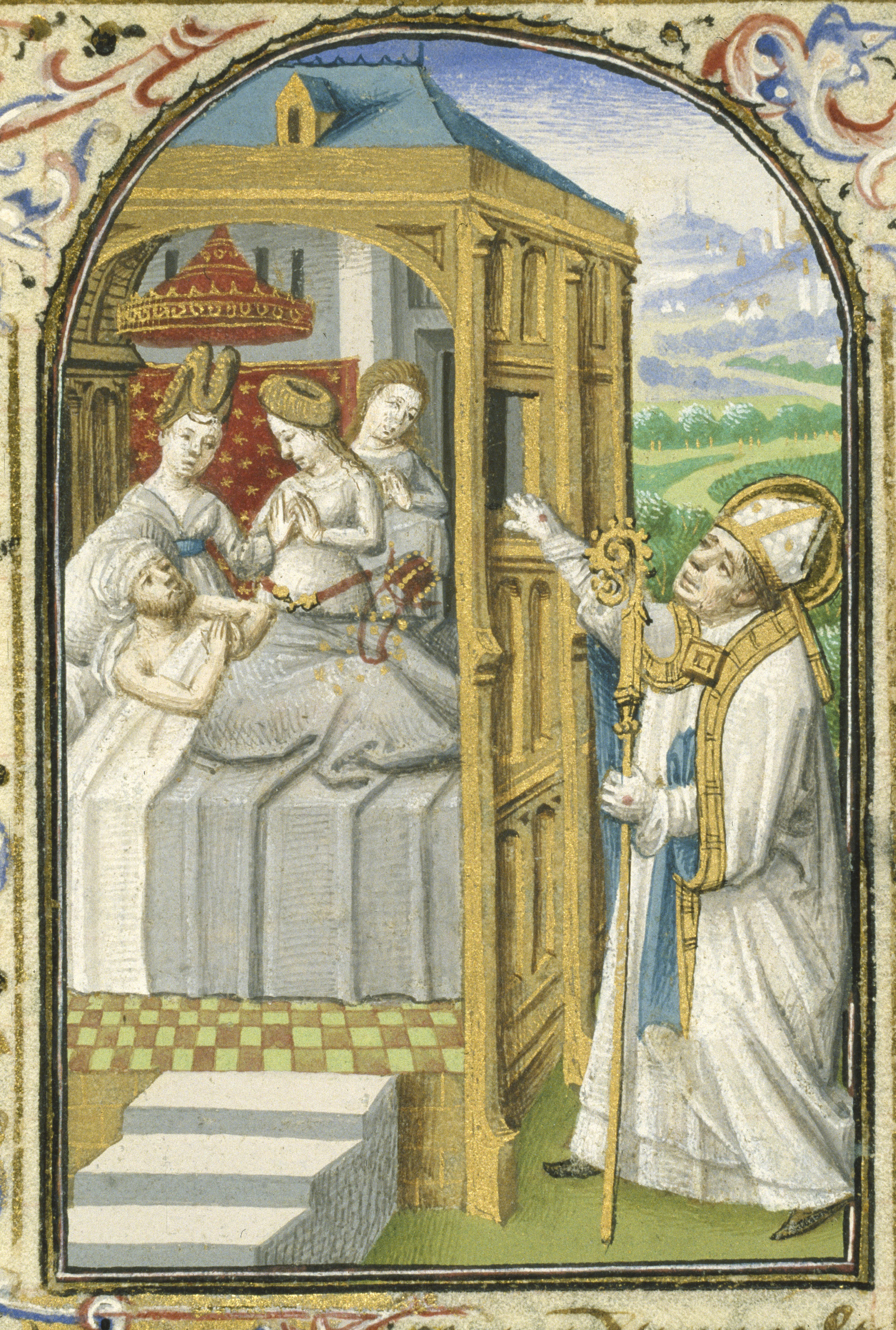
Miniature folio 084r

### KB 74 G 37a

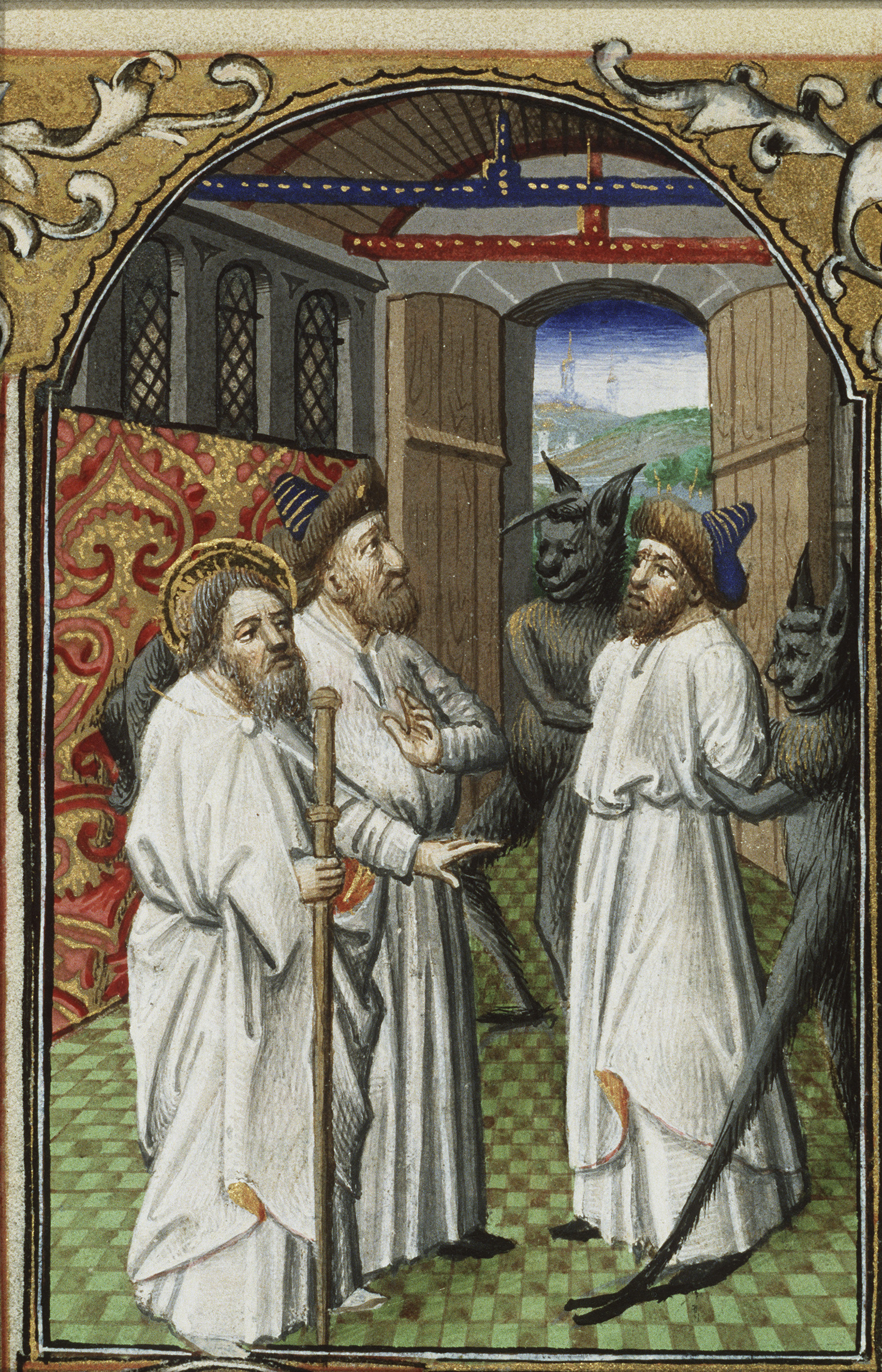
Miniature folio 006v
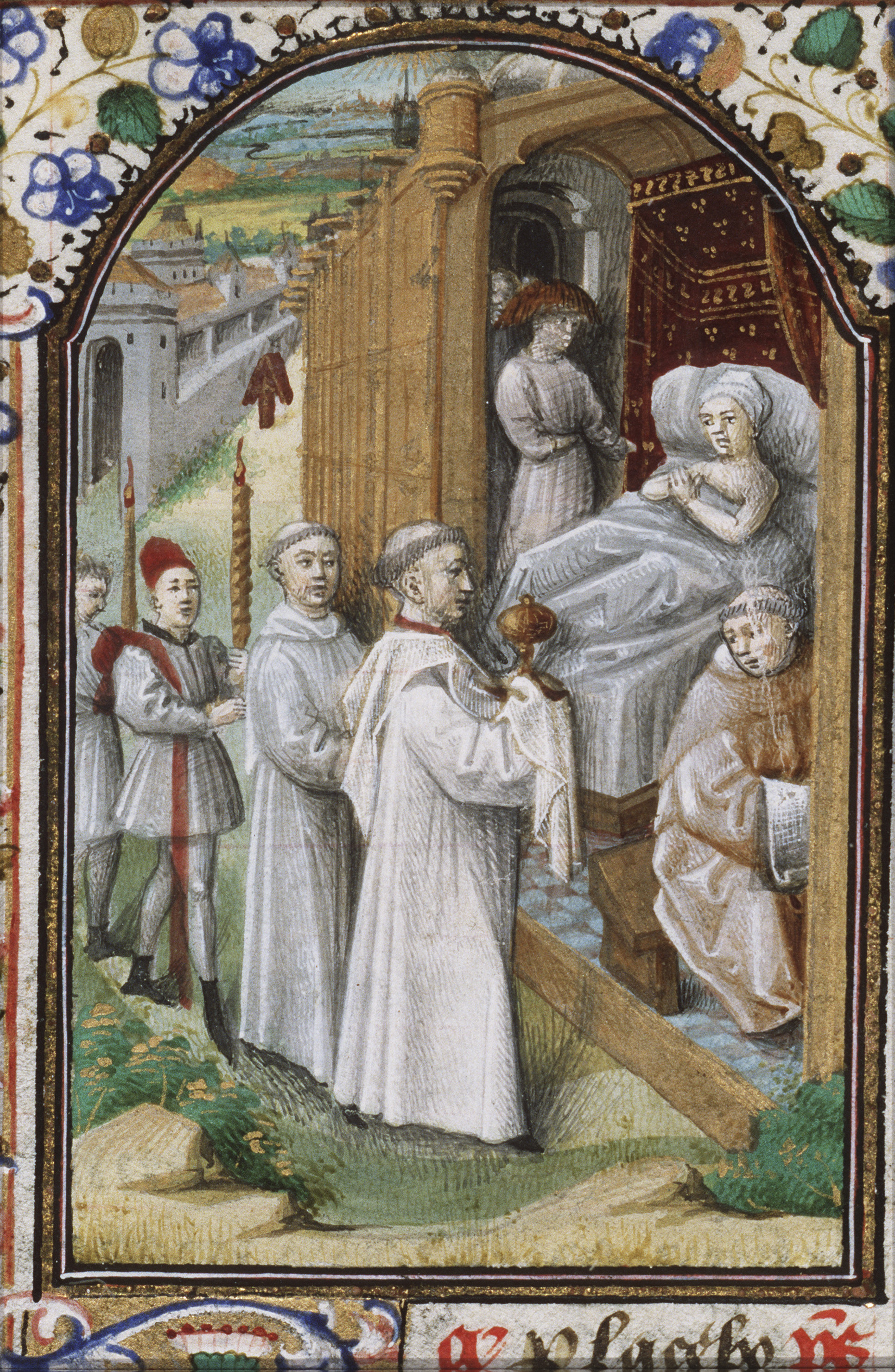
Miniature folio 037r
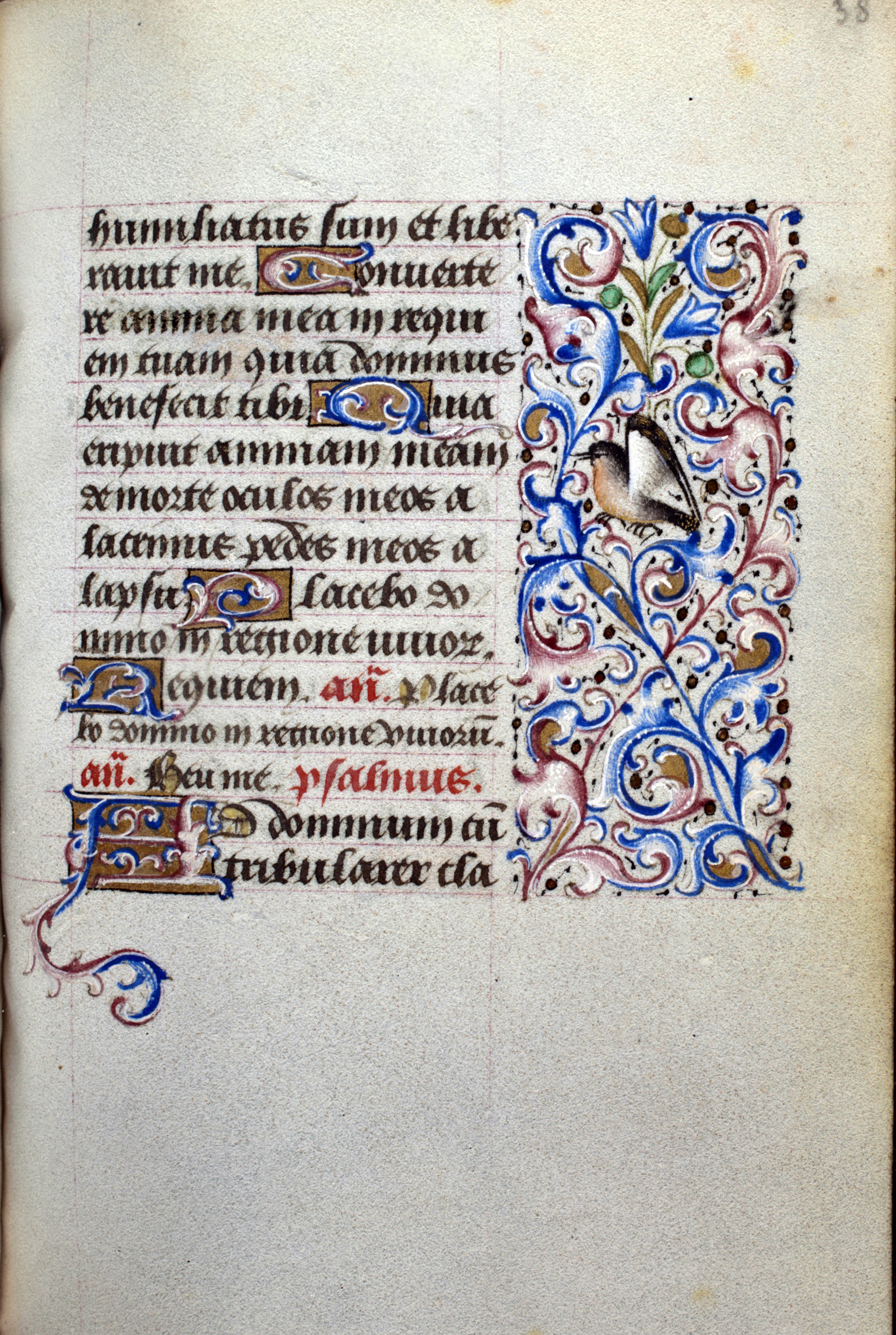
Folio 038r
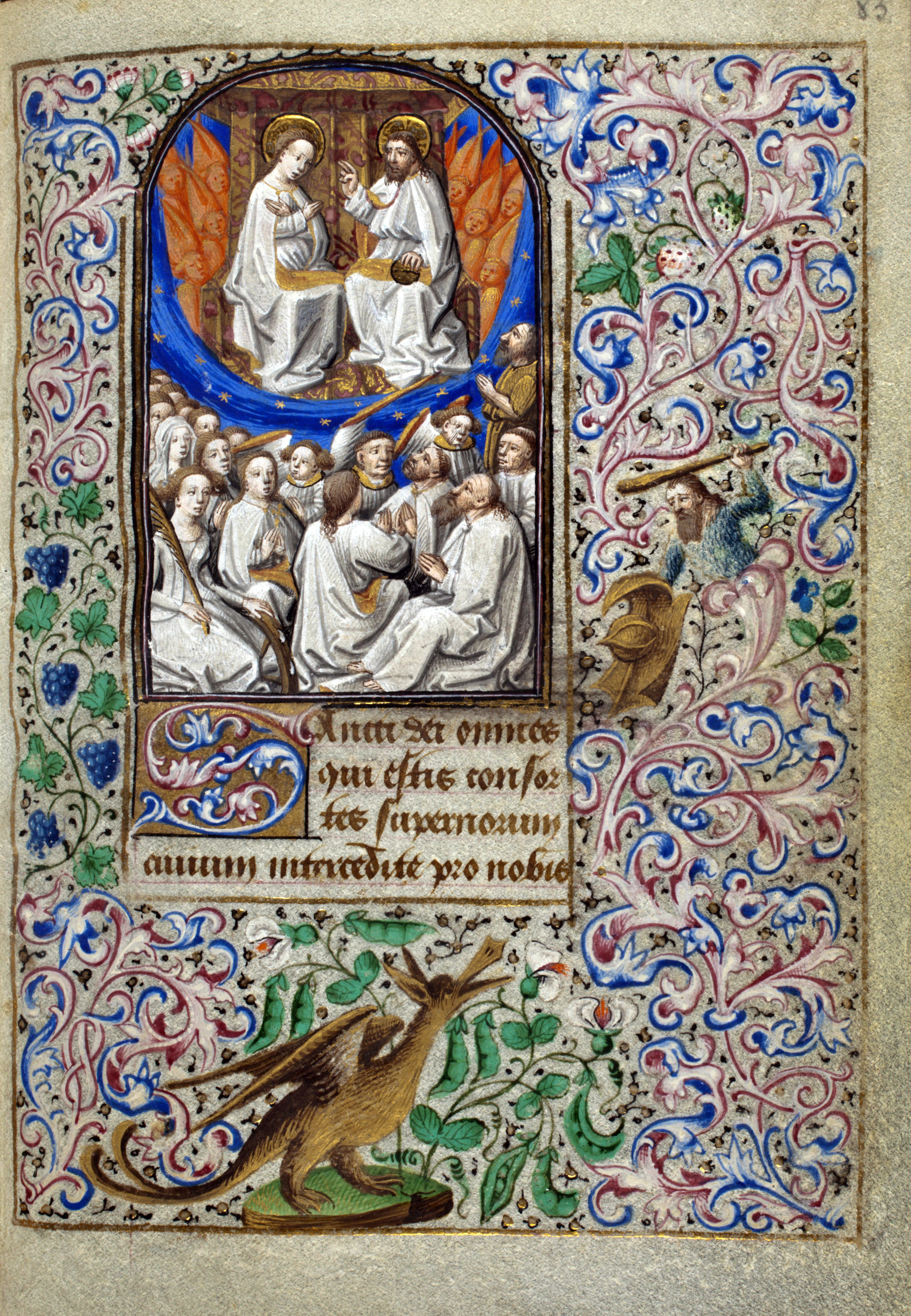
Folio 083r
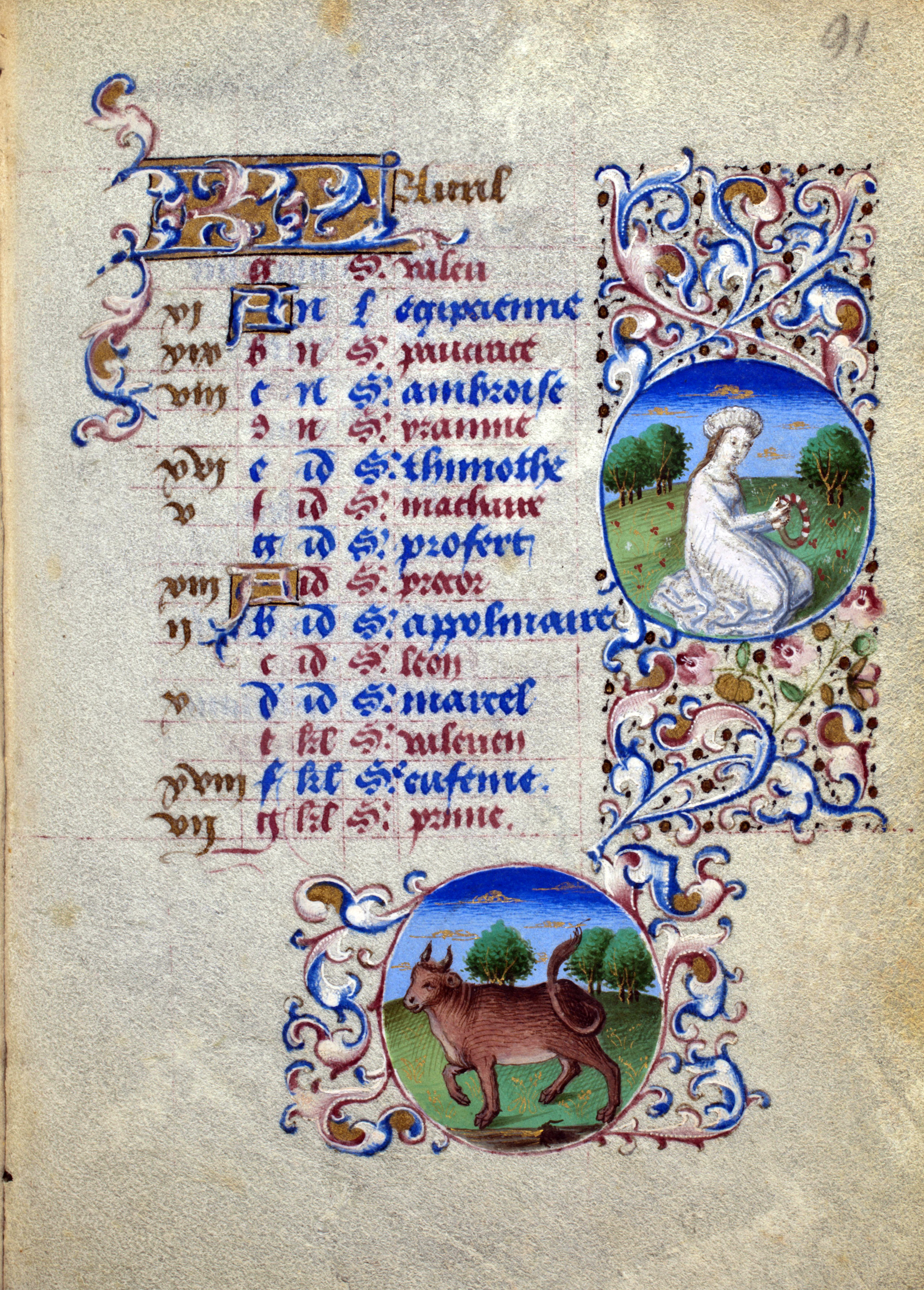
Avril - folio 091r
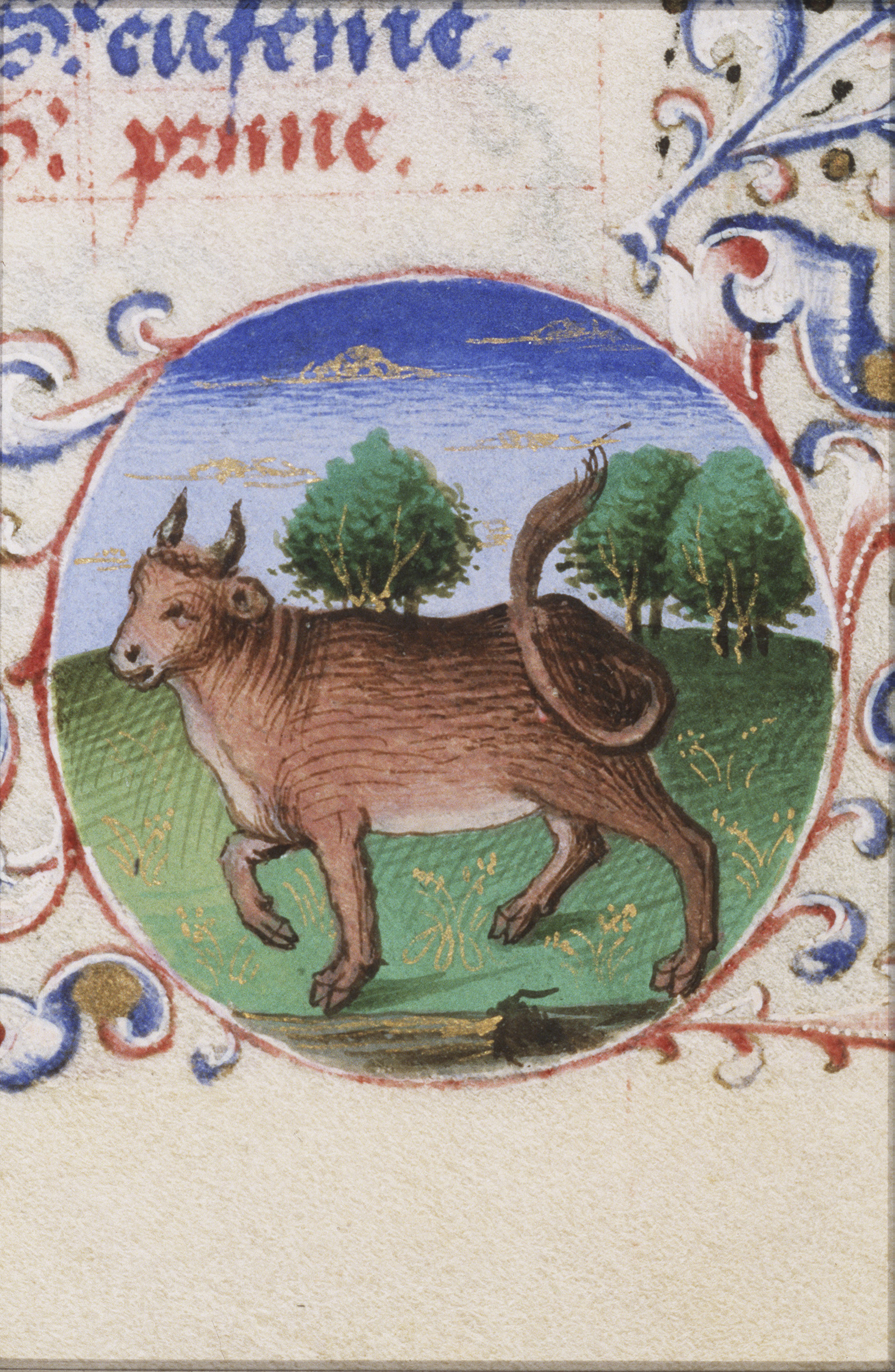
Avpril - Taureau

### Getty Ms 7

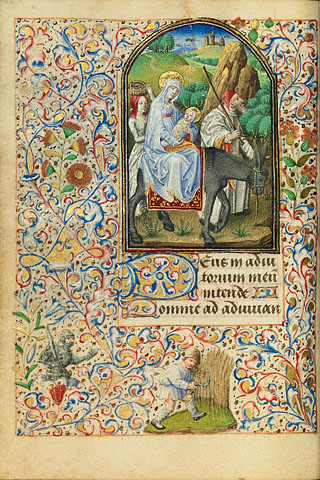
La Fuite en Égypte; Ms.7, folio 28, verso
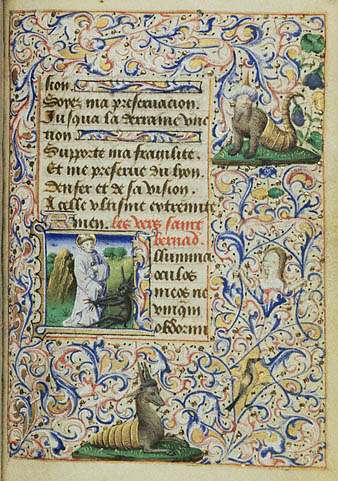
Saint Bernard avec le démon enchaîné; Ms.7, folio 72